# Ђерардо (Рагуза)
Ђерардо је насеље у Италији у округу Рагуза, региону Сицилија.
Према процени из 2011. у насељу је живело 20 становника. Насеље се налази на надморској висини од 324 м.